# 중앙구 (상트페테르부르크)

중앙구의 위치

중앙구(러시아어: Центра́льный райо́н)는 상트페테르부르크를 구성하는 18개 구 가운데 하나로 인구는 214,625명(2010년 기준)이다.